# Algorand
Algorand je decentralizovanou kryptoměnou. Jeho zkratka ve světě kryptoměn je ALGO. Na rozdíl od jiných kryptoměn jakou jsou Bitcoin, který využívá Proof-of-Work PoW, nebo například NAVcoin, který využívá konsensus Proof-of-Stake - PoS, Algorand využívá konsensus PPoS (Pure Proof-of-Stake). Vůbec první blok byl vytěžen 11. června 2019.
Algorand token byl na svém začátku distribuován prvním investorům pomocí IEO na Binance kryptoměnové burze. Distribuce proběhla pomocí tzv. holandské aukce. První aukce se konala 19. června 2019, bylo prodáno zhruba 25 mil. tokenů za cenu 2,4 dolarů.

## Těžba
Díky PPoS pro těžbu Algorandu není zapotřebí pro těžbu spotřebovávat velké množství energie. Těžba probíhá pomocí tzv. stakování měny. Postačí mít danou minci a neustále spuštěné zařízení, nejčastěji počítač. Zařízení musí být připojeno permanentně k internetu.

## Tým
- Silvio Micali, člen MIT a zakladatel projektu
- Steven Kokinos, podnikatel
- W. Sean Ford, podnikatel, zkušenosti z LogMeIn